# Hauländer
Hauländer è il termine tedesco per i coloni tedeschi in Prussia, nel Regno di Polonia (Confederazione Polacco-Lituana) e in Lituania che furono insediati su terra reale (o per lo meno nobile) in particolare nelle province orientali della Prussia. Fino al 1807 li si trovarono principalmente a Poznań e nella Prussia orientale.

## Storia
Il termine Hauländer risale probabilmente agli insediamenti tedeschi medievali in territori che oggi appartengono alla Polonia e alla Lituania. Anche allora, come dimostrato ci sono stati Holländerei (villaggi olandesi; in polacco: Oledrzy). Questo non significa che tutti i Hauländer provenivano dalla zona dei attuali Paesi Bassi. Anche se molti Hauländer erano mennoniti dai Paesi Bassi, provenivano anche dalla Germania settentrionale e orientale. Anche in Polonia si trovarono spesso insediamenti di Hauländer.
Questi coloni dovettero compiere due compiti principali. Molti dovettero bonificare le terre a loro assegnate. Questo significava che oltre alla deforestazione bisognava prosciugare le paludi ed adottare altre misure idrologiche. Poiché il necessario know-how ("conoscenza") si trovava soprattutto nella Bassa Sassonia, nella regione fiamminga e olandese furono reclutati in particolare ma non esclusivamente, uomini provenienti da queste zone già densamente popolate.
Il secondo compito principale era la gestione del terreno, per il quale all'inizio i coloni non pagarono alcun affitto; tuttavia pagarono un tasso d'interesse annuo. Si può quindi parlare di un rapporto di tipo locativo.
Gli Hauländer vissero in villaggi propri, detti Hauländerei. Per loro valse una legge più liberale rispetto al contadino prussiano, che viveva un rapporto di servitù rispetto al proprietario/Signore. Gli accordi con i proprietari terrieri aristocratici assicurarono agli Hauländer il loro status.